# Effondrement écologique
Pour les articles homonymes, voir Collapsus et Effondrement (homonymie).
L'effondrement écologique, ou « collapsus écologique », est un scénario de crise écologique majeure caractérisé par un effondrement brutal des écosystèmes, soit localement, à l'échelle d'une mer fermée, d'un fleuve, d'un lac, etc., soit à l'échelle de la biosphère, c'est-à-dire de la planète tout entière, et dépassant alors éventuellement les capacités de résilience écologique de la biosphère (à court, moyen ou long terme).
Dans ce dernier scénario, la capacité de la biosphère à s'auto-entretenir est détruite pour un temps plus ou moins long, voire définitivement. Le biogéographe américain Jared Diamond défend la thèse d'une possible réalisation à grande échelle de phénomènes qui, selon lui, se seraient déjà déroulés dans le passé à petite échelle comme sur l'île de Pâques (bien que cette hypothèse soit débattue et que l'effondrement de la civilisation serait au moins en partie due à des facteurs extérieurs).
Dans le cadre de la grande accélération, la collapsologie invite à reconnaitre que cet effondrement est bien actuellement (2015-2020) en cours et, par conséquent, à développer des systèmes résilients d'adaptation et d'atténuation des crises climatique, civilisationnelle et de la biodiversité.

## Causes
- Si vous ne connaissez pas le sujet, laissez ce bandeau (vous pouvez alors contacter les auteurs).
- Si vous supprimez le contenu mis en cause (vous pouvez préalablement contacter les auteurs),

argumentez précisément cette suppression dans la page de discussion
(un manque de référence n'est pas un argument ; une recherche réelle de référence doit avoir été effectuée, être formellement documentée).
Ce collapsus général pourrait se produire brutalement, au-delà d'une certaine limite, ou « point de non-retour », à la suite de la conjonction de circonstances s'aggravant les unes les autres, dont :
- une guerre nucléaire ;
- un effet domino impliquant l'expression simultanée d'un risque industriel ou technologique et naturel (ex Genpatsu-shinsai, désignant la conjonction temporelle et géographique d'un grand tremblement de terre et de la fusion d'un ou plusieurs réacteurs nucléaires), dans un contexte de trop grande dépendance au pétrole au moment du Peak Oil[6],[7] ;
- une grande épidémie ou pandémie ;
- le dépassement d'un seuil de pollutions, de surexploitation des ressources naturelles, de fragmentation et dégradation des habitats naturels et de dérèglement climatique, amenant l'humanité à dépasser les capacités de résilience écologique des écosystèmes ; ce seuil ne pouvant être connu à l'avance en raison de la complexité des phénomènes en jeu.

Cette crise, d'abord évoquée par des auteurs de science-fiction, est devenu un scénario de plus en plus crédible à moyen terme, au vu des indicateurs écologiques, et est évoquée par de nombreux lanceurs d'alerte ; elle a fait l'objet de livres mais aussi de films (les films d'Al Gore : Une vérité qui dérange et en 2017 : Une suite qui dérange ou ceux de Leonardo DiCaprio : La 11e heure, le dernier virage et, en 2016 : Avant le déluge).

## Prospective
Certains chercheurs estiment que les processus d'une collapsus global sont déjà en place. À titre d'exemple :
- Dans un article de The Guardian du 23 mars 2009, intitulé « Perfect storm of environmental and economic collapse closer than you think »[9], Jonathon Porritt (prospectiviste, directeur et fondateur du « Forum for the future (Forum pour l'avenir), président de la Commission du développement durable du Royaume-Uni »[10] et auteur de : « Capitalism as if the World Matters, Revised Edition 2007 (Earthscan) » (Le capitalisme, vu comme un problème mondial), édition complétée en 2007 ; Earthscan) estime que cette crise majeure surviendra non pas vers 2030 comme l'annonce John Beddington, mais plutôt vers 2020. Il tire cette conclusion de son analyse des conséquences croisées de la mise en place des conditions d'une accélération catastrophique et létale du changement climatique anthropique, associée à une démographie non stabilisée, à des conflits transfrontaliers, à des migrations de masse, et à une crise économique et financière également globale.
- Un article publié dans la revue Nature du 7 juin 2012, signé de 22 scientifiques, et intitulé "Approaching a state shift in Earth's biosphere", met en évidence le risque, à échéance de quelques décennies, d'un basculement brutal de l'écosystème mondial de son état actuel vers un état complètement différent, qui pourrait entrainer une extinction massive des espèces et des conséquences dramatiques pour l'espèce humaine. Il explique que les perturbations considérables apportées par les activités humaines aux écosystèmes et à leurs processus de régulation approchent des seuils au-delà desquels des changements brutaux et irréversibles pourraient se produire. Les actions préconisées pour se prémunir contre ces risques sont, outre l'amélioration de la prospective biologique par la détection des signes précoces de transitions critiques et des boucles de rétroaction qui les renforcent, la réduction du taux de croissance de la population et de la consommation par tête, l'augmentation rapide de la part des énergies autres que fossiles dans les bilans énergétiques, l'amélioration des rendements agricoles au lieu de la mise en culture de nouvelles terres, la préservation des réservoirs de biodiversité. Le journal Libération a consacré un dossier à cet article le 10 août 2012, avec des réactions de Jean Jouzel, climatologue du GIEC, Nathalie Kosciusko-Morizet et Yves Michaud, philosophe.
- Fin 2014, un nouvel article publié dans le journal Nature[11],[12] confirme qu'il reste difficile de quantifier précisément l'extinction en cours, faute d'avoir pu recenser toute la biodiversité, mais l'une des estimations (fourchette « haute », avec 36 000 espèces disparaissant par an vers 2010-2014 avec une tendance régulière à l'aggravation de ce phénomène) porte à considérer que la 6e extinction majeure (75 % des espèces auraient alors disparu) pourrait être en place en 2200 (si rien de plus n'est fait pour l'éviter). En 2014, les groupes connus pour être les plus immédiatement menacés sont les amphibiens (41 % d'espèces en danger d'extinction en 2014), les oiseaux (26 %) et les mammifères, mais le monde des insectes ou des coraux est également très touché (60 % des coraux pourraient déjà périr avant 2050).
- Le 13 novembre 2017, la revue BioScience publie un manifeste (repris par le journal Le Monde daté du 14 novembre 2017) signé par plus de 15.000 scientifiques de 184 pays qui précise qu'« Il sera bientôt trop tard… »[13].

### Vidéographie
- (en), David Korowicz (chercheur, directeur du "Risk/Resilience Network in Ireland", membre de FEASTA), The Limits of the Possible (partie 1, partie 2 Part 3, partie 4partie 5, partie 6, partie 7 et table ronde : Risks of Collapse: Dr. Joseph Tainter, Nicole Foss, David Korowicz (1 of 2)(avr. 2011)
- (en), David Korowicz, The Future's Not What it Used to Be  (Vimeo)